# Premios ACE (Argentina)
Los Premios ACE son concedidos por la Asociación de Cronistas del Espectáculo de Argentina a obras de teatro (y sus artistas relacionados) y las diversas actividades del espectáculo en vivo. En cada premiación anual se concede un «ACE de Oro» al artista más destacado del año. En el año 2001, y como excepción a la regla mencionada, se le entregó a la actriz Delia Garcés un «Premio ACE de Platino».

## Los distintos Premios
- ACE de Oro:
- Obra dramática:
- Actor protagónico en drama:
- Actriz protagónica en drama:
- Actor de reparto en drama:
- Actriz de reparto en drama:
- Dirección de drama:
- Obra de comedia o comedia dramática:
- Actor protagónico en comedia o comedia dramática:
- Actriz protagónica en comedia o comedia dramática:
- Actor de reparto en comedia o comedia dramática:
- Actriz de reparto en comedia o comedia dramática:
- Dirección de comedia o comedia dramática:
- Obra argentina:
- Actuación en unipersonal:
- Espectáculo de humor:
- Espectáculo musical:
- Dirección de musical:
- Espectáculo de café-concert:
- Actuación  masculina en musical o café-concert:
- Actuación femenina en musical o café-concert:
- Producción:
- Espectáculo extranjero:
- Espectáculo de teatro off:
- Actor en espectáculo off:
- Actriz en espectáculo off:
- Dirección de espectáculo off:
- Diseño de escenografía:
- Diseño de vestuario:
- Diseño de iluminación:
- Música original:
- Coreografía:
- Espectáculo infantil:
- Regié de ópera:
- Revelación masculina:
- Revelación femenina:

## ACE de Oro
Los siguientes son los ganadores del Premio ACE de Oro:
| Año  | Artista           | Actividad                                   | Obra                                                                             |
| ---- | ----------------- | ------------------------------------------- | -------------------------------------------------------------------------------- |
| 2024 | Pablo Mariuzzi    | Actor                                       | Por su actuación en Salvajada                                                    |
| 2023 | Oscar Barney Finn | Dramaturgo y director de escena             | Por su autoría y dirección en Brutus y su dirección en Mármol                    |
| 2022 | Mario Alarcón     | Actor                                       | Por su actuación en La vis cómica                                                |
| 2019 | Mauricio Dayub    | Actor                                       | Por su actuación en El equilibrista                                              |
| 2018 | Juan Leyrado      | Actor                                       | Por su actuación en Un enemigo del pueblo                                        |
| 2017 | Santiago Doria    | Director, dramaturgo, profesor y titiritero | Por su dirección en La discreta enamorada                                        |
| 2016 | Corina Fiorillo   | Directora de escena                         | Por su dirección en Nerium Park                                                  |
| 2015 | Selva Alemán      | Actriz                                      | Por su actuación en Madres e hijos                                               |
| 2014 | Marilú Marini     | Actriz                                      | Por su actuación en 33 variaciones                                               |
| 2013 | Agustín Alezzo    | Director de escena                          | Por su dirección en Los justos y ¡Jettatore!                                     |
| 2012 | Javier Daulte     | Dramaturgo y director de escena             | Por su dirección en Lluvia constante y Filosofía de vida                         |
| 2011 | Claudia Lapacó    | Actriz                                      | Por su actuación en Viaje de un largo día hacia la noche                         |
| 2010 | Mauricio Kartun   | Dramaturgo y director de escena             | Por su autoría y dirección en Ala de criados                                     |
| 2009 | Nacha Guevara     | Actriz, cantante y directora de escena      | Por su actuación y dirección en Eva                                              |
| 2008 | Jorge Marrale     | Actor                                       | Por su actuación en Baraka                                                       |
| 2007 | Julio Chávez      | Actor y director de escena                  | Por su actuación en Yo soy mi propia mujer y su dirección en La de Vicente López |
| 2006 | Roberto Carnaghi  | Actor                                       | Por su actuación en La resistible ascensión de Arturo Ui                         |
| 2005 | Raúl Lavié        | Actor y cantante                            | Por su actuación en El hombre de La Mancha                                       |
| 2004 | Rubén Szuchmacher | Dramaturgo y director de escena             | Por su dirección en El siglo de oro del peronismo                                |
| 2003 | China Zorrilla    | Actriz y directora de escena                | Por su actuación en El camino a La Meca                                          |
| 2002 | Carlos Gandolfo   | Dramaturgo y director de escena             | Por su dirección en Copenhague                                                   |
| 2001 | Alejandra Boero   | Actriz y directora de escena                | Por su actuación en El cerco de Leningrado                                       |
| 2000 | Pepe Soriano      | Actor                                       | Por su actuación en Mi bella dama                                                |
| 1999 | Aída Luz          | Actriz                                      | Por su actuación en La reina de la belleza                                       |
| 1998 | Oscar Martínez    | Actor                                       | Por su actuación en Art                                                          |
| 1997 | Elena Tasisto     | Actriz                                      | Por su actuación en Vita y Virginia                                              |
| 1996 | Norma Aleandro    | Actriz y directora de escena                | Por su actuación en Master Class                                                 |
| 1995 | María Rosa Gallo  | Actriz                                      | Por su actuación en Tres mujeres altas                                           |
| 1994 | Eva Franco        | Actriz                                      | Por su actuación en Barranca abajo                                               |
| 1993 | Jorge Luz         | Actor                                       | Por su actuación en La zapatera prodigiosa                                       |
| 1992 | Alfredo Alcón     | Actor y director de escena                  | Por su actuación y dirección en Final de partida                                 |

### Otros premios de teatro de Argentina
- Premios Podestá
- Premios Estrella de Mar (Mar del Plata)
- Premios Carlos (Villa Carlos Paz)

### Otros premios de teatro del mundo
- Premios Tony (EE. UU.)
- Premios Max (España)
- Premios de la Unión de Actores (España)
- Premio Florencio (Uruguay)
- Premio Molière (Francia)
- Gran premio del teatro de la Academia Francesa
- Premio Laurence Olivier (Gran Bretaña)
- Premio O’Neill (Suecia)
- Premio Nacional de Teatro de Venezuela